# Carol Queen
Carol Queen est une écrivaine, sociologue et sexologue américaine, féministe pro-sexe.
Queen a écrit sur la sexualité humaine dans des livres tels que Real Live Nude Girl: Chronicles of Sex-Positive Culture. Elle a écrit un tutoriel sur le sexe, Exhibitionism for the Shy: Show Off, Dress Up and Talk Hot, ainsi que des roman érotiques, comme The Leather Daddy et The Femme. Queen a produit des films pour adultes, des événements, des ateliers et des conférences. Queen a été présentée en tant qu'instructrice et apparaît dans les deux épisodes de la série Bend Over Boyfriend sur le pegging qui est la pratique du sexe anal sur un homme par une femme. Elle a également été rédactrice en chef de compilations et d'anthologies. Elle est une éducatrice sexuelle féministe pro-sexe aux États-Unis.

## Ouvrages
- (en) Exhibitionism for the Shy : Show Off, Dress Up and Talk Hot, 1995.
- (en) Switch Hitters : Lesbians Write Gay Male Erotica and Gay Men Write Lesbian Erotica, 1996.
- (en) PoMoSexuals : Challenging Assumptions About Gender and Sexuality, 1997.
- (en) Real Live Nude Girl : Chronicles of Sex-Positive Culture, 1997.
- (en) Sex Spoken Here : Stories from the Good Vibrations Erotic Reading Circle, 1998.
- (en) The Leather Daddy and the Femme, 1998.
- (en) Best Bisexual Erotica, 2000.
- (en) Best Bisexual Erotica Vol. 2, 2001.
- (en) Speaking Parts : Provocative Lesbian Erotica, 2002.
- (en) 5 Minute Erotica, 2003.
- (en) Whipped : 20 Erotic Stories of Female Dominance, 2005.
- (en) More 5 Minute Erotica, 2007.